# Забродт

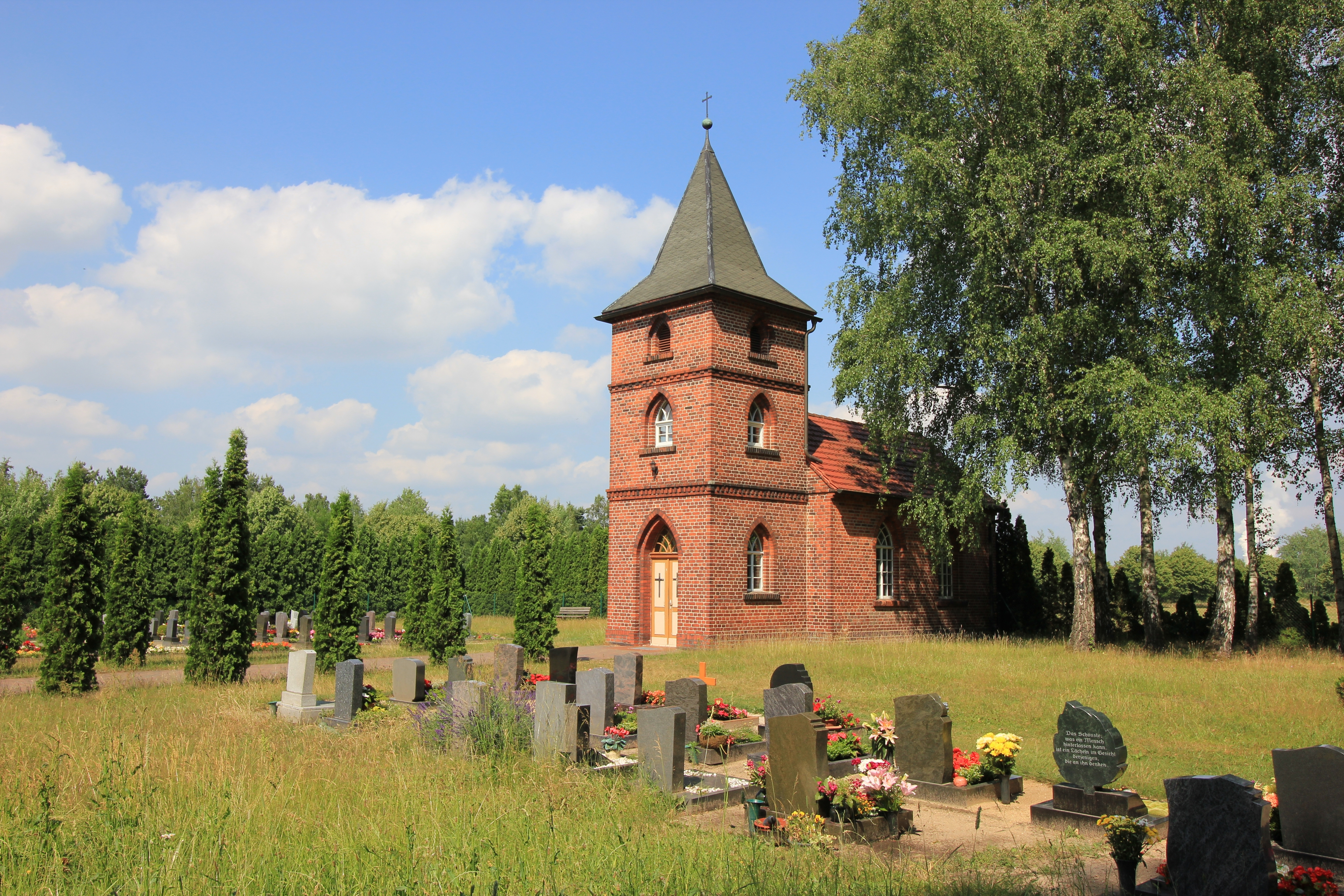
Лютеранский храм

За́бродт или За́брод (нем. Sabrodt; в.-луж. Zabrodо файле) — деревня в Верхней Лужице, Германия. Входит в состав коммуны Эльстерхайде района Баутцен в земле Саксония. Подчиняется административному округу Дрезден.

## География
Находится в районе Лужицких озёр на самом севере Верхней Лужицы около границы с федеральной землёй Бранденбург при автомобильной дороге 156. Располагается примерно в 18 километрах на север от города Хойерсверда и в одиннадцати километрах на юго-запад от города Шпремберг. На юге от деревни находится обширный лесной массив и на юго-запад от деревни — Забродтер-Зе (Забродское озеро).
Соседние населённые пункты: на северо-востоке — нижнелужицкая деревня Терпе (с 1998 года входит в городские границы Шпремберга), на востоке — нижнелужицкая деревня Царна-Плумпа (входит в городские границы Шпремберга) и на западе — деревня Блунь.

## История
Впервые упоминается в 1380 году под наименованием Zabrod. В годы нацистского режима носила наименование Wolfsfurt (1936—1947).
С 1995 года входит в современную коммуну Эльстерхайде.
В настоящее время деревня входит в состав культурно-территориальной автономии «Лужицкая поселенческая область», на территории которой действуют законодательные акты земель Саксонии и Бранденбурга, содействующие сохранению лужицких языков и культуры лужичан.
Исторические немецкие наименования
- Zabrod, 1380
- Sabrod, 1401
- Sabrade, 1491
- Sabrode, 1519
- Sabor oder Sabrodt, 1791
- Wolfsfurt (1936—1947)

В 1904 году в лесу около деревни был убит последний волк Германии.

## Население
Официальным языком в населённом пункте, помимо немецкого, является также верхнелужицкий язык.
Согласно статистическому сочинению «Dodawki k statisticy a etnografiji łužickich Serbow» Арношта Муки в 1884 году в деревне проживало 306 человек (из них — 301 серболужичанин (98 %)).
Лужицкий демограф Арношт Черник в своём сочинении «Die Entwicklung der sorbischen Bevölkerung» указывает, что в 1956 году при общей численности в 406 человек серболужицкое население деревни составляло 72,7 % (из них верхнелужицким языком владело 220 взрослых и 75 несовершеннолетних).
| 1825 | 1871 | 1885 | 1905 | 1925 | 1939 | 1946 | 1950 | 1964 | 1990 |
| ---- | ---- | ---- | ---- | ---- | ---- | ---- | ---- | ---- | ---- |
| 198  | 297  | 314  | 321  | 382  | 385  | 371  | 401  | 395  | 312  |